# Eucalyptus siderophloia
Eucalyptus siderophloia är en myrtenväxtart som beskrevs av George Bentham. Eucalyptus siderophloia ingår i släktet Eucalyptus och familjen myrtenväxter. Inga underarter finns listade i Catalogue of Life.